# باول ماير (بروفيسور)
باول ماير (بالفرنسية: Paul Meyer)‏ هو أمين مكتبة وبروفيسور فرنسي، ولد في 17 يناير 1840 في باريس في فرنسا، وتوفي في 7 سبتمبر 1917 في سان ماندي في فرنسا.

## وصلات خارجية
- بول ماير على موقع الموسوعة البريطانية (الإنجليزية)